# Castianeira quadritaeniata
Castianeira quadritaeniata là một loài nhện trong họ Corinnidae.
Loài này thuộc chi Castianeira. Castianeira quadritaeniata được Eugène Simon miêu tả năm 1905.